# 源盛経 (河内源氏頼清流)
源 盛経（みなもと の もりつね）は、平安時代後期の武士。河内源氏の源頼清の曾孫にあたる。皇后宮少進。山城介・源仲家（藤原仲家）の子。

## 略歴
武芸に秀で、帯刀舎人などを経て、警護の武士として朝廷に仕えた。河内源氏の一流ではあるが、藤原姓を称した一族も多く、父も藤原姓を称した。盛経に関しては、養子とする説もあり、同名同族の稲沢盛経（源盛経）と同一人物説もあるが定かではない。子とされる盛仲・盛光・盛親の名が稲沢盛経の孫などにも見られることや活動時期が重なるために同説が唱えられているが、定着はしていない。

## 系譜
- 祖父：源兼宗　従四位下、上野介または下野介。武芸に秀でた人物で『尊卑分脈』には「武芸達者」と記載あり。
- 祖母：肥後守藤原定任の娘。
- 兄：源家正　皇太后宮少進。
- 子：源盛仲　帯刀長。
- 子：源盛光　帯刀。
- 子：源盛親